# Charles Germain (homme politique, 1831-1909)
Pour l’article homonyme, voir Charles Germain (homme politique, 1909-1979).
Charles Germain (1831-1909) était un juriste français. Il fut député protestataire au Reichstag de 1874 à 1890.

## Biographie
Charles Germain naît le 3 novembre 1831 à Hommarting en Moselle. Après des études de droit à Paris, Charles Germain devient avocat au barreau de Nancy. 
De janvier 1874 à 1890, Charles Germain fut député protestataire au Reichstag, pour les circonscriptions de Sarrebourg et de Château-Salins, étant successivement réélu en janvier 1877, juillet 1878, octobre 1881, octobre 1884 et février 1887.
Charles Germain décéda le 4 juin 1909 à Faulquemont, en Moselle.